# Pablo y Carolina
Pablo y Carolina és una pel·lícula mexicana de 1957, dirigida per Mauricio de la Serna. És l'antepenúltima cinta en la que participà Pedro Infante, a més de destacar que va ser la primera de les 3 últimes cintes a color on va actuar l'actor. Fou una de les pel·lícules en competició al Festival Internacional de Cinema de Sant Sebastià 1957.

## Trama
La senyoreta Carolina Sirol és filla de família acomodada i té tres pretendents, però no sap realment a qui estima. En una de les seves classes, escriu una carta al seu amor ideal, de nom Pablo Garza. El que ella ignora és que el seu estimat existeix, i viu a Monterrey. La carta arriba a mans de Pablo, qui, forçat pel seu avi, viatja a la capital. Carolina es vesteix de cadet i es fa passar pel seu germà Anníbal. Així, amb l'ajuda del seu amic Enrique i el germà de Carolina, Pablo intentarà descobrir a la seva suposada germana.

## Repartiment
- Pedro Infante - Pablo Garza III
- Irasema Dilián - Carolina / Aníbal Sirol
- Alejandro Ciangherotti - Enrique
- Eduardo Alcaraz - Guillermo
- Arturo Soto Rangel - Pablo Garza I
- Elena Julián - Luisa Moran
- Miguel Ángel Ferriz Sr. - Señor Sirol
- Lorenzo de Rodas - Carlos
- Enrique Zambrano - Alfredo
- Fanny Schiller - Señora Sirol
- Irma Dorantes - Secretària
- Nicolás Rodríguez - Sacerdot
- Salvador Quiroz
- Alejandra Meyer